# Streptostachys robusta
Streptostachys robusta är en gräsart som beskrevs av Stephen Andrew Renvoize. Streptostachys robusta ingår i släktet Streptostachys och familjen gräs. Inga underarter finns listade i Catalogue of Life.